# Claudio Knöpfli
Claudio Knöpfli (auch: Jetzt Knöpfli; Dieter Jetzt; Claudio Volta, Claudio Artista; * 22. September 1954 in Münsingen BE) ist ein Schweizer Kunstmaler und Plastiker.

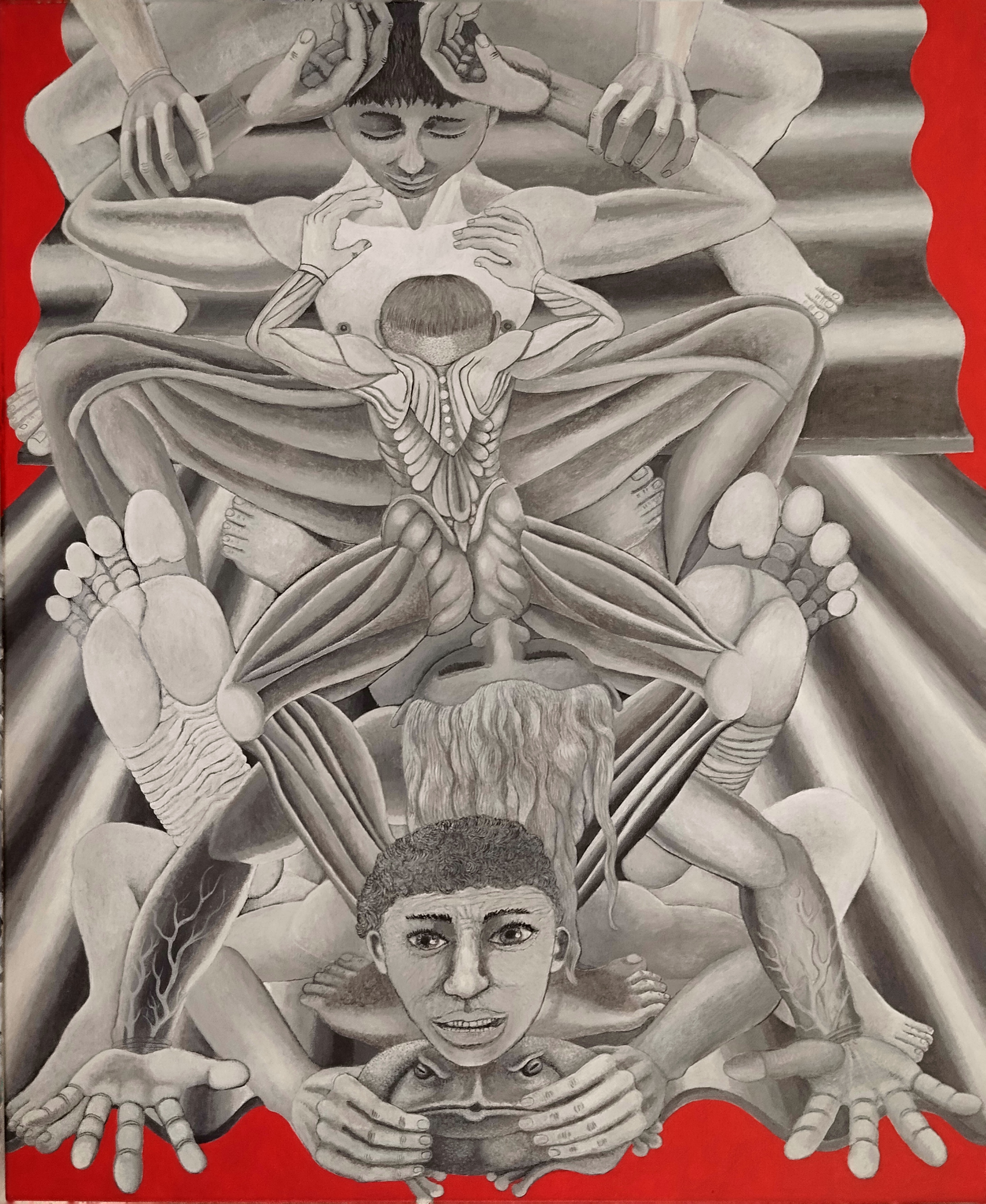

## Leben und Werk
Claudio Knöpfli wuchs mit seiner zwei Jahre jüngeren Schwester in Münsingen auf. Die Mutter, Maria Tamaroglio, stammt aus dem Piemont, der Vater Hans (Giovanni) aus dem Thurgau. Die Mutter war Weberin in der Textilindustrie, der Vater Schriftsetzer und später selbstständiger Grafiker.
Claudio Knöpfli brach mit 18 Jahren eine Grafikerlehre an der Schule für Gestaltung Bern ab. Stattdessen unternahm er zahlreiche Reisen u. a. nach Afghanistan, Tunesien und Marokko. Studienaufenthalte in Rom (1977) und New York (1985) vervollständigten seinen Werdegang als freischaffender Künstler. Dem Kunstmarkt versuchte er sich von Anfang an weitgehend zu verweigern. Stattdessen strebte er die Selbstvermarktung an, bei der er auch vor unkonventionellen Methoden (Kunstmietabos, Warenhauspräsentationen) nicht zurückschreckte. 1988 wurde eine Auswahl seiner Werke, die an die Malerei der Neuen Wilden erinnert, in einer Einzelausstellung im Kunstmuseum Bern präsentiert. Während einer Neuorientierung verschenkte er 2013 und 2014 einen Grossteil seines malerischen Œuvres. Ab 1996 widmete er sich auch dem Bronzeguss. Er übte von 2008 bis 2019 diverse erlernte Berufe aus, so etwa den des Masseurs. Ab 2019 signierte er mit Claudio Artisa. Knöpfli übernahm 2022 offiziell den Familiennamen seiner Mutter Tamaroglio. Er lebt in Balerna (TI).

## Ausstellungen (Auswahl)
- 1982: Biss und Kuss, Kunstmuseum Bern (Gruppe, Katalog)
- 1984: Jetzt Knöpfli. Kartause Ittingen, Thurgau (Einzel)[2]
- 1988: Claudio Knöpfli, Kunstmuseum Bern (Einzel, Katalog)
- 1995: Berner Galerie (Einzel)
- 2024: Sala del Torchio, Balerna

## Auszeichnungen
- 1984: Aeschlimann-Corti Stipendium[3]
- 1993: UBS Förderpreis